# Volcan monogénique
Un volcan monogénique est un volcan qui se forme au cours d'une unique éruption volcanique. C'est le cas du Paricutín au Mexique, de Surtsey en Islande ou encore de la plupart des volcans de la chaîne des Puys en France. Les volcans monogéniques peuvent être des cônes stromboliens ou des maars, parfois des dômes de lave. Ils sont alimentés par des magmas primaires, basaltiques le plus souvent, qui se forment par fusion partielle du manteau terrestre (péridotite) et donnent de petites chambres magmatiques.
Cette catégorie de volcans est à opposer à celle des volcans polygéniques qui résultent d'une accumulation d'éruptions espacées dans le temps et souvent de différents types (laviques et explosives).